# Augusto Weberbauer
Augusto Weberbauer nacido August Weberbauer (Breslavia, Imperio Alemán 1871 - Lima, Perú, 1948) fue un naturalista, botánico y profesor universitario alemán.
Doctorado en Botánica en la Universidad de Breslau (1894), continuó estudios en Ciencias Naturales en las Universidades de Heidelberg y Berlín. Fue profesor en la Universidad de Breslau. Fue comisionado por la Real Academia de Berlín para desarrollar investigaciones botánicas en el Perú (1901), entregando en 1905 un herbario de 5 200 especies recolectadas en este país. El gobierno peruano le contrató para que dirigiera el Parque Zoológico y Jardín Botánico en 1908. Trabajó como docente en la Escuela Nacional de Agricultura.
Obtuvo el grado de Doctor en Ciencias en la Universidad Nacional Mayor de San Marcos en 1922; en esta universidad fue profesor de Química Farmacéutica de 1923 a 1948 y de Botánica Sistemática de 1925 a 1948, estas cátedras las impartió en la facultad de Medicina y en la naciente Facultad de Farmacia; también dirigió el Seminario de Botánica de 1935 a 1948. Llevó a cabo exploraciones sistemáticas del territorio peruano en busca de nuevas especies botánicas.

## Obra
Además de publicar en 1911 su obra maestra "La flora de los Andes peruanos en sus rasgos fundamentales (Die Pflanzenwelt des peruanischen Anden in ihren Grundzügen Dargestellt"), que en 1945 fuera en lengua castellana, la edición ampliada: "El mundo vegetal de los Andes Peruanos", ha publicado numerosas obras, principalmente con la vegetación de la oferta andina.
Sus trabajos incluyen, entre otras cosas:
- Anatomische und biologische Studien über die Vegetation der Hochanden Perus. 1905
- Grundzüge von Klima und Pflanzenverteilung in den peruanische Aden. 1906
- Weitere Mitteilulungen über Vegetation und Klima der Hochanden Perus. 1907
- Die Pflanzenwelt der peruanischen Anden in ihren Grundzügen dargestellt. 1911
- Pflanzengeographische Studien in südlichen Peru. 1912
- La vegetación del norte del Perú dentro de la provincia litoral de Tumbes y partes vecinas del departamento de Piura. 1922
- Untersuchungen über die Temperaturverhältnisse des Bodens im hochandinen Gebiet Perus und ihre Bedeutung für des Pflanzeleben. 1930
- Über die Polsterpflanzen Pycnophyklum aristatum und die Polstepflanzen im allgemeinen. 1931
- La influencia de cambios climáticos y geológicos sobre la flora de la costa peruana. 1939
- Principios de clasificación aplicables a las formaciones vegetales del Perú. 1942

## Honores
En 1948, recibió la Orden El Sol del Perú, un premio que es otorgado por el gobierno peruano por servicios especiales en el Perú.
- 27 de noviembre de 1947 (77 años), se instituyó el “Día del Biólogo Peruano”, en ocasión del agasajo anual que discípulos y exalumnos ofrecían al profesor Dr. Augusto Weberbauer, insigne maestro, fundador de la Escuela Botánica Peruana, ejemplar biólogo y pilar académico de nuestra profesión en el Perú[1]

### Epónimos
Género
- (Cactaceae) Weberbauerocereus Backeb.[2][3]

Especies
- (Acanthaceae) Aphelandra weberbaueri Mildbr.[4]

- (Actinidiaceae) Saurauia weberbaueri Buscal.[5]

- (Amaranthaceae) Pedersenia weberbaueri (Suess.) Holub[6]

- (Amaryllidaceae) Paramongaia weberbaueri Velarde[7]

- (Amaryllidaceae) Stenomesson weberbaueri (Vargas) Ravenna[8]

- (Anthericaceae) Echeandia weberbaueri (Poelln.) Cruden[9]

- (Apiaceae) Apium weberbaueri H.Wolff[10]

- (Apiaceae) Notopterygium weberbauerianum (Fedde ex H.Wolff) Pimenov & Kljuykov[11]

- (Apocynaceae) Allamanda weberbaueri Markgr.[12]

- (Aquifoliaceae) Ilex weberbaueri Loes.[13]

- (Araceae) Anthurium weberbaueri Engl.[14]

- (Araliaceae) Schefflera weberbaueri Harms[15]

- (Arecaceae) Aiphanes weberbaueri Burret[16]

- (Asclepiadaceae) Marsdenia weberbaueri Schltr. & Rothe[17]

- (Asteraceae) Jungia weberbaueri Cerrate, 1951[18]

- (Bignoniaceae) Tecoma weberbaueriana (Kraenzl.) Melch.[19]

- (Ericaceae) Bejaria weberbaueriana Mansf. & Sleumer[20]

- (Geraniaceae) Geranium weberbauerianum R.Knuth[21]

- (Melastomataceae) Huberia weberbaueriana Baumgratz[22]

- (Orchidaceae) Laelia weberbaueriana (Kraenzl.) C.Schweinf.[23]

- (Orchidaceae) Elleanthus weberbauerianus Kraenzl.[24]

- (Scrophulariaceae) Calceolaria weberbaueriana Kraenzl.[25]

- (Urticaceae) Pilea weberbaueri Killip [26]

- (Valerianaceae) Valeriana weberbaueri Graebner[27]

- (Violaceae) Viola weberbaueri W.Becker[28]

- (Vochysiaceae) Vochysia weberbaueri P.Beckm.[29]

- La abreviatura «Weberb.» se emplea para indicar a Augusto Weberbauer como autoridad en la descripción y clasificación científica de los vegetales.[30]

## Abreviatura (zoología)
La abreviatura Weberbauer  se emplea para indicar a Augusto Weberbauer como autoridad en la descripción y taxonomía en zoología.